# Classe Sorum
 (décembre 2018).
Si vous disposez d'ouvrages ou d'articles de référence ou si vous connaissez des sites web de qualité traitant du thème abordé ici, merci de compléter l'article en donnant les références utiles à sa vérifiabilité et en les liant à la section « Notes et références ».
La Classe Sorum est une classe de remorqueurs de la Marine russe et des Garde-côtes de Russie.

## Description
Flotte du Nord:
- Ladoga
- Kareliya: entrée en service 1983.
- Ural: entrée en service 1986.
- Yenisey: entrée en service 1987.
- Zapolyare: entrée en service 1982.

Flotte du Pacifique:
- Aldan: entrée en service 1985.
- Amur
- Chukotka: entrée en service 1984.
- Kamchatka
- Primor'ye
- Sakhalin
- Zabaykal'ye: entrée en service 1979.

Flotte de la mer Noire:
- Kuban: entrée en service 1998.

Flotte de la Baltique:
- Baykal
- Don: entrée en service 1997.
- Viktor Kingisepp: entrée en service 1988.
- Vitim: entrée en service 1980.

Flottille de la Caspienne:
- Stavropol: entrée en service 1998.
- Taymyr: entrée en service 1992.